# Simon Kreiling
Simon Kreiling (* 14. September 1872 in Leistrup-Meiersfeld; † nach 1933) war ein deutscher Gewerkschafter und Politiker (DNVP).

## Leben
Simon Kreiling war zunächst Ziegler und wurde dann Geschäftsführer des Gewerkvereins der Ziegler in Lippe.
Kreiling vertrat zunächst liberale Positionen. 1911 wurde er Mitglied der Christlich-Sozialen Partei und 1918 Mitglied der DNVP. Bei den Landtagswahlen in Lippe 1919, 1921 und 1925 wurde er in den Landtag Lippe gewählt, in dem er zuletzt Vizepräsident war. 1929 kandidierte er erneut auf Platz 5 der Liste, wurde aber nicht gewählt. Auch die Kandidaturen bei der Reichstagswahl 1930, Juli 1932 November 1932 und 1933 blieben erfolglos. 1933 war er Kandidat der Kampffront Schwarz-Weiß-Rot.